# Lista de prêmios e indicações recebidos por Billy Ray Cyrus
Billy Ray Cyrus é um cantor, compositor e ator americano. Ganhou diversos prémios entre eles American Music Awards, Billboard Music Awards e Country Music Association Awards. 

## Prêmios

### Vencedor
| Ano  | Prêmiação                                          | Categoria                                                             |
| ---- | -------------------------------------------------- | --------------------------------------------------------------------- |
| 1992 | CMA Awards                                         | Música do Ano - "Achy Breaky Heart"                                   |
| 1992 | Billboard Music Awards                             | Mais semanas en 1º lugar, Some Gave All                               |
| 1992 | Billboard Video Music Awards                       | Melhor Artista Country, "Achy Breaky Heart"                           |
| 1992 | Billboard Video Music Awards                       | Melhor Artista Novo, Country, "Achy Breaky Heart"                     |
| 1992 | AMOA Jukebox Awards                                | Música Pop do Ano, "Achy Breaky Heart"                                |
| 1992 | AMOA Jukebox Awards                                | Música Country do Ano, "Achy Breaky Heart"                            |
| 1992 | AMOA Jukebox Awards                                | Rising Star Award                                                     |
| 1992 | National Association of Recording Merchandisers    | Gravação do Ano, Novo Artista                                         |
| 1992 | National Association of Recording Merchandisers    | Gravação do Ano, Cantor Country                                       |
| 1992 | National Association of Recording Merchandisers    | Gravação do Ano, Masculino                                            |
| 1992 | National Association of Recording Merchandisers    | Gravação do Ano, Overall                                              |
| 1992 | Country Music Television                           | Video Clipe Mais Popular, "Achy Breaky Heart"                         |
| 1992 | JUNO Awards                                        | Melhor Canção, "Achy Breaky Heart"                                    |
| 1992 | R&R Readers Pool                                   | Artista Revelação                                                     |
| 1992 | People Magazine                                    | Uma das pessoas mais influêntes de 1992                               |
| 1993 | American Music Awards                              | Artista Favorito de Country                                           |
| 1993 | American Music Awards                              | Música Preferida - "Achy Breaky Heart"                                |
| 1993 | Country Music Television                           | #6 on Top 10 Video List, "In the Heart of a Woman"                    |
| 1993 | Canadian Country Music Awards                      | Melhor Álbum, Some Gave All                                           |
| 1994 | Billboard 100th Anniversary Awards                 | 16º Melhor Álbum de Todos os Tempos, Some Gave All                    |
| 1994 | Childhelp USA                                      | Prêmio de Humanidade                                                  |
| 1995 | Music Canada Diamond Award                         | Some Gave All                                                         |
| 1995 | Berkley Popular Cultural Society's Innovator Award | University of California                                              |
| 1995 | State of South Carolina                            | Humanitarium Award                                                    |
| 1995 | Congressional Medal of Honor Society's             | Bob Hope Award                                                        |
| 1995 | Country Music Cares                                |                                                                       |
| 1996 | Country Radio Seminar                              | Prêmio por Humanidade                                                 |
| 1996 | The VFW Hall of Fame Award                         |                                                                       |
| 1997 | TNN/Music City News                                | Música do Ano - "Trail of Tears"                                      |
| 1997 | Modern Screen Country Music Magazine               | Entretenimento e Cantor Masculino                                     |
| 1997 | Air Force Sergeant Award                           | Prêmio por Americanismo                                               |
| 1998 | TNN/Music City News                                | Música do Ano - "Busy Man"                                            |
| 1998 | TNN/Music City News                                | Álbum do Ano - Shot Full of Love                                      |
| 1998 | TNN/Music City News                                | Música do Ano - "Busy Man"                                            |
| 1998 | TNN/Music City News                                | Video do Ano - "Busy Man"                                             |
| 1998 | TNN/Music City News                                | Artista do Ano                                                        |
| 1998 | Modern Screen Country Music Magazine               | Entretenimento e Cantor Masculino                                     |
| 1999 | Modern Screen Country Music Magazine               | Entreteriemtno e Cantor Masculino                                     |
| 1999 | Modern Screen Country Music Magazine               | Entertainment Buyers Association                                      |
| 1999 | Modern Screen Country Music Magazine               | Humano do Ano                                                         |
| 1999 | Modern Screen Country Music Magazine               | Music Row's Magazine's "Video of the Year" for "Give My Heart to You" |
| 2000 | Country Radio Broadcasters                         |                                                                       |
| 2000 | Kennedy Center Honors                              |                                                                       |
| 2002 | Bob Hope Congressional Medal of Honor Society      | Entretedor do Ano                                                     |
| 2008 | BMI Songwriter of the Year                         | Top 50 das músicas mais tocadas de 2008                               |
| 2010 | Grammy de Ouro                                     | Melhor ator (coadjuvante/secundário)                                  |

### Indicado
| Ano  | Prêmiação             | Categoria                                                 |
| ---- | --------------------- | --------------------------------------------------------- |
| 1992 | CMA Awards            | Música do Ano - "Achy Breaky Heart"                       |
| 1993 | American Music Awards | Cantor Favorito Country                                   |
| 1993 | Grammy Awards         | Gravação do Ano - "Achy Breaky Heart"                     |
| 1993 | Grammy Awards         | Melhor Artista Revelação                                  |
| 1993 | Grammy Awards         | Melhor Performance Vocal, Masculino - "Achy Breaky Heart" |
| 2008 | CMT Music Awards      | Video do ANo - "Ready, Set, Don't Go"                     |